# 基隆短柄草
基隆短柄草（学名：Brachypodium kelungense）为禾本科短柄草属下的一个种。

## 扩展阅读
- 維基物種上的相關：基隆短柄草